# Pré-Alpes suíços
Os Pré-Alpes suíços (em italiano:  Prealpi Svizzere) é uma secção alpina tal como a define a #SOIUSA. O ponto mais alto é  Schilthorn com 2.970 m

## Localização
Os Pré-Alpes suíços que começam junto ao Lago Lemano e  estendem-se pelos cantões suíços de cantão de Vaud, e cantão de Friburgo, e virando ligeiramente para oriente passa pelo cantão de Berna e terminam com o Lago de Thun e o Lago de Brienz. A sul do Lago dos Quatro Cantões passa pelo cantão de Lucerna,  o cantão de Obwald, o cantão de Nidwald, e o cantão de Uri. Também se estende pelo cantão de Schwyz, o cantão de Zug e o cantão de Glaris chegando mesmo a tocar o cantão de Zurique. Termina ao longo do Rio Reno no cantão de São Galo.

## Divisão tradicional
Os Pré-Alpes suíços faziam parte da divisão tradicional da partição dos Alpes adoptada em 1926 pelo  IX Congresso Geográfico Italiano  na Itália, com o fim de normalizar a sua divisão em Alpes Ocidentais os Alpes Centrais  aos quais pertenciam, e dos Alpes Orientais.

## SOIUSA
A Subdivisão Orográfica Internacional Unificada do Sistema Alpino (SOIUSA), criada em 2005, dividiu os Alpes em duas grandes partes:Alpes Ocidentais e Alpes Orientais, separados pela linha formada pelo  Rio Reno - Passo de Spluga - Lago de Como - Lago de Lecco.
Os Pré-Alpes suíços são formados pelo conjunto dos Pré-Alpes de Vaud e Friburgo, Pré-Alpes Berneses, Pré-Alpes de Lucerna e de Unterwalden, Pré-Alpes de Schwyz e de Uri, e os Pré-Alpes de Appenzell e de São Galo.

### Classificação  SOIUSA
Segundo a classificação SOIUSA este acidente orográfico é uma secção alpina com a seguinte classificação:
- Parte = Alpes Ocidentais
- Grande sector alpino = Alpes Ocidentais-Norte
- Secção alpina = Pré-Alpes suíços
- Código = I/A-14